# L'alibi di Satana
L'alibi di Satana (The Unsuspected) è un film poliziesco del 1947 diretto da Michael Curtiz.

## Trama
Un criminologo commette un omicidio e riesce a crearsi un alibi perfetto. Continuerà ad uccidere sempre creandosi nuovi alibi, finché sarà scoperto e racconterà lui stesso i suoi delitti alla radio durante la sua ultima lezione radiofonica di criminologia.

## Produzione
Il film fu prodotto dalla Michael Curtiz Productions per la Warner Bros. Pictures.

## Distribuzione
Distribuito dalla Warner Bros. Pictures, il film uscì nelle sale cinematografiche USA il 3 ottobre 1947.